# Métiers du paramédical en France
 (janvier 2024).
Si vous disposez d'ouvrages ou d'articles de référence ou si vous connaissez des sites web de qualité traitant du thème abordé ici, merci de compléter l'article en donnant les références utiles à sa vérifiabilité et en les liant à la section « Notes et références ».
Les métiers du paramédical couvrent un ensemble de métiers qui n'est pas défini officiellement en France, mais regroupe les métiers qui ne relèvent ni de la médecine, ni de la maïeutique, ni de la pharmacie, ni de l'odontologie.
Le Code de la santé publique français définit les professions de la santé qui ne sont pas exercées par un médecin, un sage-femme un dentiste ou un pharmacien.
Celles-ci correspondent approximativement à la notion de professions paramédicales telle qu'elle est habituellement utilisée. Cependant, des professions non définies dans le code de la santé publique mais intervenant régulièrement auprès de patients sont communément incluses dans le terme de professions paramédicales.

## Professions de santé
Parmi les professions de la santé relevant du terme "paramédical", on peut distinguer trois grands groupes, définis dans la partie réglementaire du Code de la santé publique : les préparateurs en pharmacie (Livre II, Titre IV), le corps des auxiliaires médicaux (Livre III, Titres I, II, III, IV, V, VI et VII) et le corps des professions relevant du statut d'aide-soignant (Livre III, Titre IX).

### Préparateur en pharmacie
- Le préparateur en pharmacie d'officine. Dispensation des médicaments, approvisionnements (livraisons, réceptions), préparations magistrales.
- Le préparateur en pharmacie hospitalière : dispensation des médicaments aux services cliniques et rétrocession au public, approvisionnements, pharmacotechnie, contrôles, conduites des opérations de stérilisation, préparations magistrales et hospitalières, reconstitution des cytotoxiques.

### Corps des auxiliaires médicaux
- L'infirmier ou l'infirmière : pratique les soins infirmiers
  - L'infirmier de bloc opératoire (France), l'infirmier anesthésiste (France) et l'Infirmier en puériculture, infirmier aide-anesthésiste, qui sont des infirmiers spécialisés ayant suivi une formation diplômante supplémentaire. les cadres de santé infirmiers (« surveillants »),
  - L'infirmier militaire, scolaire, du travail, sapeur-pompier
- Le masseur-kinésithérapeute (aussi appelé physiothérapeute) : traitement par mobilisations, physiothérapie, gymnastique médicale, soins cardio-respiratoires (drainage bronchique, ventilation mécanique, aérosolthérapie), massages, rééducation et réhabilitation.
- Le pédicure-podologue : traitement des pathologies du pied ;
- L'ergothérapeute : évaluation et traitement destinés à maintenir, récupérer ou améliorer les capacités liées aux activités de la vie quotidienne ou de travail. L'ergothérapeute travaille avec des personnes atteintes d'un handicap physique, mental ou cognitif.
- Le psychomotricien : prise en charge des fonctions perceptives, cognitives et motrices
- L'orthophoniste : rééducation de la parole et du langage oral et écrit, kinésithérapie de la sphère ORL (déglutition, larynx, langue, trompe d'Eustache, respiration...), éducation ou rééducation de la communication chez les sourds, les patients atteints d'AVC, de démences, des troubles de l'attention, etc.
- L'orthoptiste : traitement des troubles de la vision binoculaire
- Le manipulateur en électroradiologie médicale réalise les examens d'imagerie médicale (radiographie à rayons X, scanners, IRM, TEP ou PET scan, scintigraphie…) et procède aux traitements par radiothérapie, électrothérapie, etc.
- L'assistant dentaire, qui assiste le chirurgien dentiste au cours des soins dentaires et est responsable de l'hygiène et de l'asepsie du cabinet.
- Le technicien de biologie médicale: Réalise les analyses de biologie (biochimie, hématologie, sérologie, hormonologie, hémostase, bactériologie, mycologie, virologie, parasitologie).
- L'audioprothésiste
- L'opticien : il réalise des équipements optiques pour améliorer la vision : lunettes correctrices, lentilles de contact, systèmes grossissants.
- L'orthésiste et prothésiste : Il réalise sur mesure des appareillages externes à but thérapeutiques
- L'oculariste : il réalise des prothèses oculaires
- le podo-orthésiste réalise des chaussures orthopédiques sur moulages, orthèses plantaires, et tout appareillage sur mesures ou de série du pied et de la cheville. Il réalise sur mesure des appareillages externes à but thérapeutiques
- Le diététicien : prise en charge de l'alimentation

### Corps des professions de statut d'aide-soignant
- L'aide-soignant (ou préposé aux bénéficiaires, au Québec)
- L'auxiliaire de puériculture
- L'ambulancier : le transport de blessés, malades, parturientes (femmes enceintes) à des fins de soins ou de diagnostic, sur prescription médicale ou en cas d'urgence médicale

## Autres professions
Bien que non-professionnels de santé au sens du code de la santé publique d'autres professions sont communément incluses dans le terme « paramédical » :
- L'aide médico-psychologique
- L'art-thérapeute : utilisation de l'art à des fins thérapeutiques dans une visée thérapeutique et/ou humanitaire. Se reporter à l'art-thérapie.
- Le brancardier civil ou militaire
- L'enseignant en activités physiques adaptées (APA) : prise en charge par la pratique adaptée d'activités physiques et sportives en vue de l'amélioration de l'état général de santé des populations en situation de handicap physique, mental ou social
- Les techniciens d'urgence médicale des services de secours (EMT paramedics anglo-saxons)
- Le tabacologue : aide à l'arrêt tabagique, prévention du tabagisme et formation des intervenants santé. Selon ses études et le pays, le professionnel peut prescrire ou seulement conseiller des produits d'aide à l'arrêt
- L'assistant en logistique en milieu hospitalier : Il intervient en soutien du personnel infirmier, au sein d’une unité de soins et/ou du service d’urgences, pour améliorer le confort des patients et réaliser des tâches d’assistance des patients. Réalise également des tâches administratives inhérentes au fonctionnement des services précités et prestées au sein de ceux-ci
- Le permanencier auxiliaire, ou assistant de régulation médicale, aidant le médecin régulateur des Samu
- Le clown hospitalier.